# خليج مانفريدونيا
خليج مانفريدونيا (بالإنجليزية: Gulf of Manfredonia، بالإيطالية: Golfo di Manfredonia) هو خليج يقع على الساحل الشرقي من إيطاليا. وهو أيضًا جزء من البحر الأدرياتيكي. شبه جزيرة مونت جارجانو تشكل الحدود الشمالية للخليج، وساحل بوليا يشكل الحدود الجنوبية. تتدفق عدة أنهار باتجاه الخليج، بما في ذلك نهر كارابيلي ونهر سيرفارو. تم تسمية الخليج نسبة لمدينة مانفريدونيا. المناطق على طول الساحل تمثل مستنقعات مالحة مثل دي مارغريتا دي سافويا ومنطقة جنوب مانفريدونيا.